# Короїд непарний західний
Короїд непарний західний (Xyleborus dispar F.) — невеликий жук з підродини короїдів. Пошкоджує плодові та лісові культури. На території України поширений у Криму, степовій та лісостеповій зонах, у лісонасадженнях і садах, рідше зустрічається на Поліссі.

## Опис
Невеликі жуки — самки завдовжки 3-3,5 міліметри, а помітно менші самці 2-2,8 міліметри. Тіло широке, чорно-буре. Надкрила червоно-бурі, блискучі, гладенькі, з ясними крапковими борозенками, що доходять до верхівки. Передньоспинки самок сильно опуклі, з вінцем зубчиків на передньому краї. Сплющений скат надкрил починається майже зразу за їх серединою. Самці мають сплющені передньоспинки та оберненояйцеподібні тіла.
Своєрідні ходи цього виду. Спочатку хід довгий до 6 см прогризається в напрямку від кори до центру дерева. Потім із цього основного ходу робляться ряд нових невеликих ходів паралельно до дерева. Самки відкладають яйця купками по 30-40 штук в короткі бокові гілки маточного ходу. Купки яєць покриті бурою стружкою яка схожа на борошно. Незабаром із яєць появляться личинки. Весь період розвитку личинок самки короїда живуть в ходах, викидаючи із них екскременти личинок. Після того як личинки перетворяться в лялечок велика частина самок помирає.

## Екологія
Зимують жуки в маточних ходах під корою, іноді під обпалим листям. Навесні спаровуються. Самки відкладають яйця по одному або купками із середини до кінця травня. Самки вгризаються під кору і відкладають яйця. Заселює як тонкі, так і товсті штамби. Вхідний канал досягає 6 см глибини, від нього жуки вигризають маточні ходи всередині деревини. Личинки окремих ходів не роблять, а живуть у маточних ходах, зроблених самкою, живляться соком дерева, а також міцелієм гриба Ambrosia, спори якого зберігаються в кишківнику самки і заносяться під кору разом з екскрементами. Личинки заляльковуються в тих же ходах, де розвиваються жуки. Протягом року розвивається одне покоління.
На відміну від багатьох видів короїдів пошкоджує цілком здорові дерева.

## Економічне значення
Пошкоджує березу, вільху, яблуню, грушу, ясен, бук, дуб, граб, волоський горіх, абрикос, айву, аличу, вишню, глід, інжир, кизил, персика, сливу, терен, черемху, черешню, ліщину тощо[джерело?].